# تاریخ لهستان در زمان دودمان یاگیلون
تاریخ لهستان در زمان دودمان یاگیلون (لاتین: Rex Poloniæ) حکومت دودمان یاگیلون در لهستان بین سال‌های ۱۳۸۶ و ۱۵۷۲، در تاریخ اروپا به دوره‌های قرون وسطای متأخر و عصر جدید اولیه می‌رسد. دوک بزرگ لیتوانی یوگایوا (ولادیسلاو دوم یاگیلو) این سلسله را تأسیس کرد.